# De kooi
De kooi is het 23ste stripalbum uit de Thorgal-reeks en behoort samen met "Het zonnezwaard", "De onzichtbare vesting", "Het brandmerk van de ballingschap", "De kroon van Ogotaï" en "Reuzen" tot de cyclus van "De onzichtbare vesting". Het werd voor het eerst uitgegeven bij Le Lombard in 1997. Het album is getekend door Grzegorz Rosiński met scenario van Jean Van Hamme.

## Verhaal
Thorgal heeft zich uit de greep van Kriss van Valnor weten te bevrijden en zijn herinneringen keren terug. Op zijn eiland, vindt hij Aaricia, Jolan, Wolf met vrienden, maar eerst moet hij de afrekening van de rancuneuze Aaricia ondergaan. Deze is niet klaar om Thorgal zijn ontrouw en lange afwezigheid vergeven. Zij vergrendelt Thorgal in een kooi, waarin hij gevangen zit totdat hij bewezen heeft echt teruggekeerd te zijn.